# Melem-ana
Melem-ana je bil enajsti lugal (kralj) Prve uruške dinastije, ki je vladal sredi 26. stoletja pr. n. št., * ni znano, † okoli 2546 pr. n. št.
O njem je zelo malo znanega. Seznam sumerskih kraljev ga umešča za Meš-heja in omenja, da je vladal šest let. Domneva se, da je umrl po letu 2552 pr. n. št. Nasledil ga je Lugal-kitun, kar pa ni povsem potrjeno.

## Vir
- Piotr Michalowski. Sumerian King List. V Mark Chavalas (ur.). The Ancient Near East - Historical Sources in Translation. Blackwell Publishing, Carlton 2006, str. 81-85.

| Melem-ana Prva uruška dinastijaRojen: ni znano Umrl: 2546 pr. n. št. |                                              |                        |
| Vladarski nazivi                                                     |                                              |                        |
| Predhodnik: Meš-he                                                   | Kralj Sumerije sredi 26. stoletja pr. n. št. | Naslednik: Lugal-kitun |
| Predhodnik: Meš-he                                                   | Lugal Uruka sredi 26. stoletja pr. n. št.    | Naslednik: Lugal-kitun |